# Platypalpus strigifrons
Platypalpus strigifrons är en tvåvingeart som först beskrevs av Zetterstedt 1849.  Platypalpus strigifrons ingår i släktet Platypalpus och familjen puckeldansflugor. Arten är reproducerande i Sverige. Inga underarter finns listade i Catalogue of Life.